# گابریل پاریس گوردیلو
گابریل پاریس گوردیلو (به انگلیسی: Gabriel París Gordillo) (زاده ۸ مارس ۱۹۱۰ – درگذشته ۲۱ مارس ۲۰۰۸) سیاستمدار اهل کلمبیا که از ۱۰ مه ۱۹۵۷ تا ۷ اوت ۱۹۵۸ رئیس‌جمهور این کشور بود.
گابریل پاریس گوردیلو در ۲۱ مارس ۲۰۰۸، در سن ۹۸ سالگی درگذشت.